# Rubus lindblomii
Rubus lindblomii är en rosväxtart som beskrevs av Westerl.. Rubus lindblomii ingår i släktet rubusar, och familjen rosväxter. Inga underarter finns listade i Catalogue of Life.